# Comes Love
Comes Love ist ein Jazzstandard, welcher von Lew Brown, Charles Tobias und Sam H. Stept geschrieben und 1938 vom amerikanischen Klarinettisten Artie Shaw gemeinsam mit seiner Big Band und der Sängerin Helen Forrest aufgenommen wurde.
Bereits 1939 wurde der Titel von Benny Goodman gecovert; es folgten weitere Neueinspielungen u. a. durch Billie Holiday und Sylvia Syms.
Im Juli 1957 nahm die Jazz-Sängerin Ella Fitzgerald das Lied mit einer Star-Besetzung zusammen mit Louis Armstrong (Trompete und Gesang), Oscar Peterson (Klavier), Louie Bellson (Schlagzeug) und Ray Brown (Kontrabass) auf.
Noch heute ist Comes Love ein gern gespielter und gesungener Standard, wie Coverversionen von Pop- und Jazzsänger wie Joni Mitchell, Norah Jones, Peter Cincotti, Stacey Kent und Diana Krall zeigen.

## Komposition

### Melodie und Harmonie
- A-Teil

Die Melodie basiert auf einer einfachen Harmonik: Sie beginnt mit der Tonika (hier wie im Beispielbild D-Moll) und wird dann zur Dominante (A-Dur bzw. je nach Version A7, A7b9 usw.) geführt.
Im zweiten Teil der Thema-Melodie beginnt mit der Dominante und wird zur Tonika zurückgeführt.
Das Notenbeispiel ist der Version Artie Shaws nachempfunden; sowohl Melodie als auch Rhythmus können stark variieren.
- B-Teil

Im B-Teil ("Don't try hidin...'") wird aus dem Tonika-Moll-Akkord (Dm) ein Tonika-Septim-Akkord (D7), um auf die Subdominante zu leiten. Diese Harmonieführung sowohl in A als auch in B ist typisch und in Klassik, Jazz, Tango und Volksliedern gleichermaßen anzutreffen.

### Text
Im Text werden verschiedene Umstände, die dem Lyrischen Ich oder dem Angesprochenen zusetzen könnten, angesprochen (Comes a rainstorm) und durch einen „einfachen Lösungsvorschlag“ relativiert (put your rubbers on your feet):
„Comes a rainstorm, put your rubbers on your feet; Comes a snowstorm, you can get a little heat. Comes love, nothing can  be done (...)“
Im B-Teil wird quasi die Aussichtslosigkeit der Situation geschildert:
„Don't try hiding, it isn't any use. You start sliding while your heart turns on the juice“

## Interpretationen (Auswahl)
- Norah Jones
- Billie Holiday
- Ella Fitzgerald
- John Hammond
- Sam Cooke
- Michael Kaeshammer
- Artie Shaw & His Orchestra feat. Helen Forrest
- Joni Mitchell
- Stacey Kent
- Peter Cincotti
- Benny Goodman
- Sylvia Syms
- Sarah Vaughan
- Sheila Jordan
- Dr. John feat. Lillian Boutté
- Miriam Klein
- Dianne Reeves
- Diana Krall
- New York Ska-Jazz Ensemble
- Ann Hampton Callaway
- Nnenna Freelon
- Willy Ketzer Trio
- Loston Harris

## Belege
1. ↑  Jazzindex